# Григла (город, Миннесота)
Григла (англ. Grygla) — город в округе Маршалл, штат Миннесота, США. На площади 1,6 км² (1,6 км² — суша, водоёмов нет), согласно переписи 2002 года, проживают 228 человек. Плотность населения составляет 140,5 чел./км².
- Телефонный код города — 218
- Почтовый индекс — 56727
- FIPS-код города — 27-26216[1]
- GNIS-идентификатор — 0644516[2]